# Sporochnales
Sporochnales en un orden de la clase Phaeophyceae (algas pardas) y la subdivisión heterogeneradas. Los miembros de este orden son algas filamentosas que crecen intercalando filas de células en la base de los filamentos. Como su nombre general sugiere, su pigmentación es parda.

## Características del orden
- Talo pseudoparenquimático con crecimiento tricotálico con forma de arbolillo.
- Ramas terminadas con un penacho de filamentos finos.
- Fecundación por oogamia. Ciclo biológico heteromórfico. EF >>> GF
- Principalmente australes (en el hemisferio sur).